# Volker Zastrow

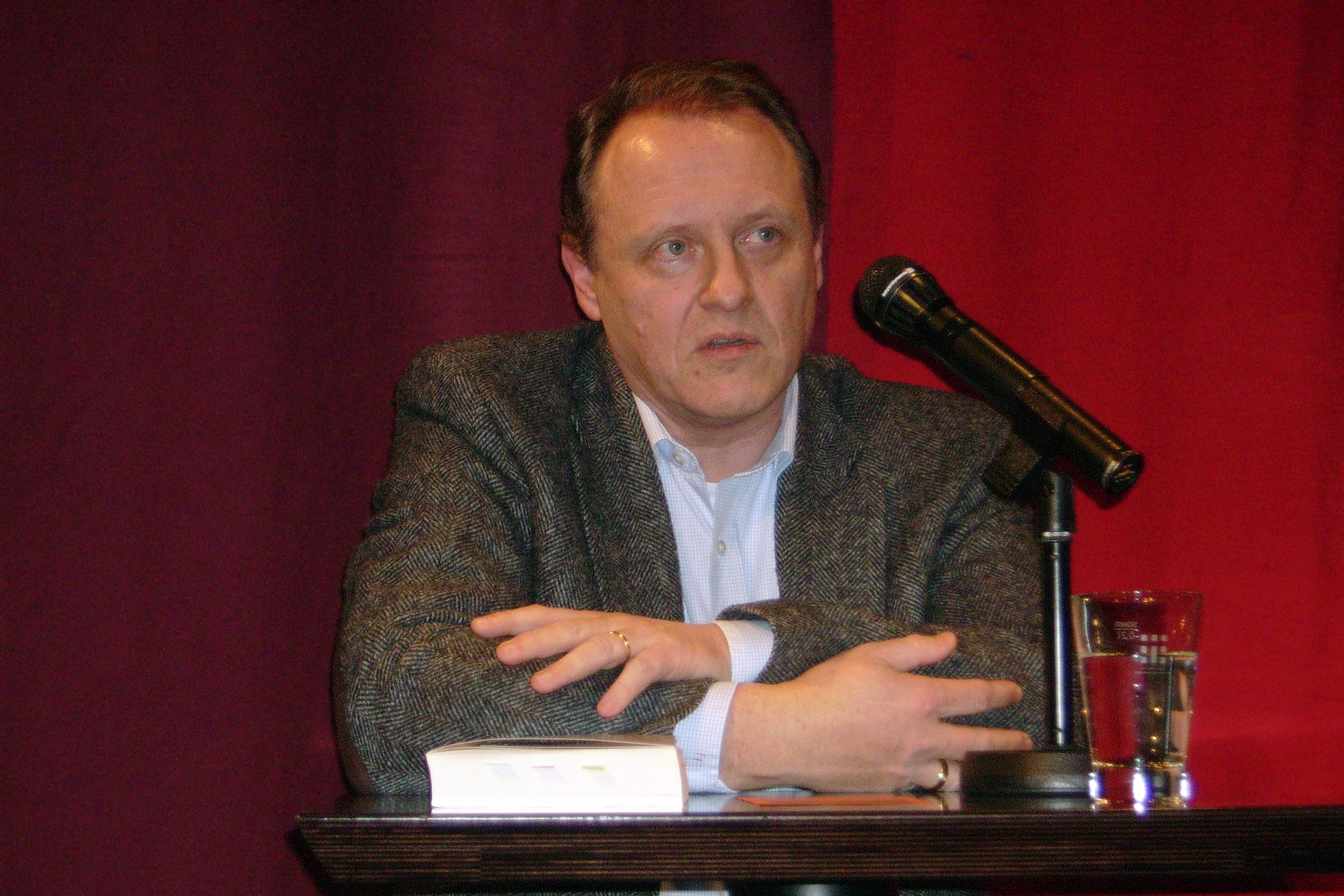
Volker Zastrow 2010 in Marburg bei Autorenlesung

Volker Zastrow (* 1958 in Niebüll) ist deutscher Journalist und Autor.

## Leben
Zastrow wuchs in einer Kleinstadt auf. Nach dem Abitur studierte er Geschichtswissenschaften an der Freien Universität Berlin und wurde Assistent bei Arnulf Baring. Er wurde 1990 Redakteur der Frankfurter Allgemeinen Zeitung. Von 2006 bis 2019 leitete er das Politikressort der Frankfurter Allgemeinen Sonntagszeitung (FAS). Seit Oktober 2019 schreibt Zastrow als einfacher Autor, sein Nachfolger an der Spitze des Politikteils wurde Nikolas Busse. Über die Gründe des Wechsels wurde Stillschweigen vereinbart.
Er veröffentlichte in der FAZ vom 31. Januar 1995 in romanhafter Form die Ergebnisse seiner Recherche über die Barschel-Affäre. Im Jahr 2006 folgte seine Schrift Gender – Politische Geschlechtsumwandlung. Hierin setzt er sich in zwei Essays kritisch mit dem Konzept des Gender-Mainstreaming auseinander.
2009 schilderte und analysierte er in seinem Buch Die Vier die Hintergrundgeschichte jener vier SPD-Abweichler, die Andrea Ypsilantis Wahl zur Ministerpräsidentin einer von der Linken tolerierten Minderheitsregierung vereitelten. Dafür wertete er monatelang geführte Recherchen und Interviews mit zahlreichen Beteiligten aus. Tissy Bruns schrieb im Tagesspiegel, seine Geschichte beziehe ihre Kraft „aus der Beschreibung der ‚inneren Tatsachen‘, der Gefühle und Gedanken der handelnden Personen“ und seiner Kunstfertigkeit, in politischen Werdegängen den Werdegang der Bundesrepublik plastisch zu machen.
Im Oktober 2010 initiierte er eine Artikelserie in der FAS, in der die Arbeit der Freiwilligen Selbstkontrolle der Filmwirtschaft (FSK) vehement kritisiert wird: Filme mit der Freigabe ab 12 Jahren würden unter anderem häufig „Fäkalsprache“ aufweisen und Sexualität wenig „zurückhaltend und feinfühlig“ darstellen. Dabei ging es unter anderem um Filme, die Homosexualität und den Holocaust thematisieren. In seinem Artikel kam Zastrow zu dem Schluss, das FSK-Siegel „ab 12“ sei „jugendgefährdend“. Die Artikelserie wurde teils spöttisch kritisiert.

## Auszeichnungen
2009 wurde Zastrow vom Medium Magazin als Politikredakteur des Jahres 2009 geehrt.
2012 wurde Volker Zastrow für seinen Text Wie Ken den Kopf verlor – Guttenbergs verschleppter Rücktritt aus der Frankfurter Allgemeinen Sonntagszeitung mit dem Theodor-Wolff-Preis in der Kategorie „Allgemeines“ ausgezeichnet.

## Werke
- Gender. Politische Geschlechtsumwandlung. Mit Illustrationen von Anke Feuchtenberger. Manuscriptum, Waltrop / Leipzig 2006, ISBN 3-937801-13-8.
- Friesische Bagatellen. Manuscriptum, Waltrop 2006, ISBN 978-3-937801-12-4 (Mit 43 Zeichnungen von Hinnerk Bodendieck).
- Die Vier: Eine Intrige. Rowohlt Berlin, Berlin 2009, ISBN 978-3-87134-659-0.

## Weitere Veröffentlichungen
- Wie Ken den Kopf verlor - Guttenbergs verschleppter Rücktritt, Frankfurter Allgemeine Sonntagszeitung vom 7. März 2011